# NGC 1690
NGC 1690 (другие обозначения — UGC 3198, MCG 0-13-27, ZWG 394.30, PGC 16290) — галактика в созвездии Орион.
Этот объект входит в число перечисленных в оригинальной редакции «Нового общего каталога».
В галактике вспыхнула сверхновая SN 2005ec типа Ia, её пиковая видимая звездная величина составила 16,8.